# Jiří Hušek
Jiří (George) Hušek (11. března 1948 Praha – 7. března 2020) byl český učitel čínských bojových umění, vyučující tchaj-ťi (styl jang), severní kudlanku nábožnou (styl sedmi hvězd) a styl tygřího drápu. Byl žákem velmistra Paula Enga (Ng Ngok Pui, 1941–2015). Bojovým uměním se věnoval od roku 1971.
Jiří Hušek se vyučil nástrojářem. V srpnu 1969 byl lidovými milicemi postřelen (průstřel hrudníku) při demonstraci proti normalizaci. Z obavy před další perzekucí uprchl do Rakouska a následně odešel do Spojených států. Ve Spojených státech pracoval v různých technických profesích a osm let po večerech studoval. Záhy po odchodu do Spojených států začal (v roce 1971 v New Yorku) studovat čínská bojová umění, motivován nejprve snahou vyléčit ruku, nehybnou v důsledku průstřelu hrudníku. Od roku 1973 byl žákem velmistra Paula Enga, až do velmistrova skonu v lednu 2015.
V roce 1984 si otevřel v Santa Cruz vlastní školu bojových umění, která funguje dodnes. V druhé polovině 90. let 20. století se vrátil do Česka, kde vyučoval tchaj-ťi (styl jang), severní kudlanku nábožnou (styl sedmi hvězd) a styl tygřího drápu.
Svoje školy v Praze a v Písku vedl až do své smrti v roku 2020.